# 炎の体育会TV
『炎の体育会TV』（ほのおのたいいくかいティーヴィー）は、2011年10月10日から2023年3月18日まで、TBS系列で放送されていたスポーツバラエティ番組である。
2017年10月から番組終了までの放送時間は、毎週土曜日の19:00 - 20:00（JST）。

## 概要
開始当初は、スポーツの経験のある男性お笑い芸人が女性プロスポーツ選手と、ハンディキャップや変則ルールを設けてスポーツで対決する。スタジオでは数名のゲストパネラーが、その勝敗を予想する。
過去に2011年1月11日の21:00 - 22:48枠と、同年7月3日の19:00 - 22:24枠で『美女アスリート総出演 炎の体育会TV2011』と題し特別番組として放送されてきたが、同年10月10日より『世紀のワイドショー!ザ・今夜はヒストリー』の枠移動による後番組扱いで月曜19時台でレギュラー放送化されることが同年8月31日に決定した。
またTBSでのスポーツバラエティ番組は『黄金筋肉（ゴールデンマッスル）』以来、約7年ぶりに設置される。更にTBSの月曜19時枠は、前番組『ザ・今夜はヒストリー』の様に関口宏が司会を担当する番組が放送されており、関口司会の番組が放送されないのは2009年4月 - 2010年3月放送の『総力報道!THE NEWS』（平日帯）を除けば、1979年3月までの『YKKアワー キックボクシング中継』（前半）と『ブラザー劇場 コメットさん（第2作）』（後半）以来、実に32年半振りである。
2012年のアジア・テレビジョン・アワードの一般エンターテインメント部門最優秀作品賞を受賞。
キャッチコピーは「勝てんのか!?」。
レギュラー版初回となった2011年10月10日の放送は、放送時間を30分拡大・前倒しして18:30 - 19:55から放送。夕方のニュース番組（『Nスタ』など）は30分繰り上げて放送された。
2012年10月改編より、当枠に『私の何がイケないの?』が放送される上、水曜19時台に設定されていた1時間分のローカルセールス枠も当枠へと移行してくるため、同年10月13日放送分より、土曜19時台に移動した。『筋肉番付』とその後続である『体育王国』以来、TBSのこの時間帯に9年ぶりにスポーツバラエティ番組が復活することとなった。
土曜19時台移行にともない、大幅にリニューアル。パネラーによる勝敗の予想は無くなり、一部競技には「ファイトマネー」（賞金）を賭けられ、勝利すればプロアマ問わず獲得できる。また参加者が女性アスリートVS男性お笑い芸人限定から、老若男女様々な一般人・芸能人・有名人・アスリート参加型となり、競技自体も集中力、忍耐力など、様々な能力を競うゲーム企画が数多く導入される。その中には、前身である筋肉番付シリーズの競技を復活させたものも含まれる。
また月曜時代は、当時直後の20時枠に『パナソニック ドラマシアター』が編成されている関係上、2時間SPは年末年始や改編期程度しか行わなかったが、土曜時代に入ってからは頻繁に行う様になり、特に2013年以降は大半が20時台番組の『ネプの超法則!!』→『ジョブチューン アノ職業のヒミツぶっちゃけます!』との交互放送による2時間SPとなっている。
2013年9月28日に放送され、当番組MCの今田が総合司会を務める改編期特番『オールスター感謝祭'13秋芸能界No.1チーム決定戦!』では、この回チーム対抗戦として行われ（2015年秋もチーム対抗戦）、当番組出演者（上田竜也（KAT-TUN）、武井壮、狩野英孝、山田親太朗）による「炎の体育会TVチーム」が計178問10:05.07で優勝した。個人MVPも、当番組出演者である岡田圭右が53問2:34.96で受賞した。
2014年4月より、直前番組『もうすぐ炎の体育会TV』の開始時刻が18:56:30から18:59:00に変更、55秒で放送内容を紹介した後、5秒の提供クレジットを挟んで、直ぐさま本編開始となった（準ステブレレス）。そして同年10月からは『もうすぐ〜』の開始時刻が18:58:30に繰り上がり、放送時間も85秒に拡大、更に2015年4月11日放送の3時間SPからは『もうすぐ〜』の開始時刻が18:56:00に変更、放送時間も235秒（3分55秒）に拡大された。
2013年より、毎年1年の初めの放送は曜日に関係なく、元日（1月1日）に「年またぎスポーツ祭り」と題した大晦日（12月31日）夕方から元日にまたいで放送される長時間テレソンのフィナーレ番組として長時間スペシャルが放送されている（概ね16時からの5時間だが、前半部についてはローカルセールス枠、後半はネットワークセールスとなっている）。
2015年8月8日放送分は、20時台の『ジョブチューン』と共に、2013年10月26日放送分以来約2年振りの1時間・2体制放送となった。その後は次の日が『ジョブチューン』との2体制となっている。
- 2015年：9月5日・9月12日・9月19日（3週連続で通常枠での放送は土曜移行後初）・10月17日・11月14日・11月21日・12月5日
- 2016年：1月30日・2月6日・2月20日・2月27日・4月23日・4月30日・5月14日・6月4日・9月10日・9月17日・11月5日・11月19日・12月3日（計13回で1クール分）

また5月7日も1時間放送だが、これは『ジョブチューン』の2時間SPが19:56 - 21:54の変則体制のため。
2016年に入ってからは一連のVSアスリート企画やレギュラーメンバーの競技挑戦ドキュメントを「芸能人が本気で部活動!」と銘打ち、番組で結成した「体育会○○部」がシーズン制で戦う企画と、アスリートがオリジナル競技に挑む企画の二本立て構成になった。この「部活動!」では負けが込んだ場合「廃部」と銘打ってメンバーが大幅に変わることが多い。また10月15日放送分の2時間SPから『もうすぐ〜』の開始時刻が18:55:00に変更、放送時間も295秒（4分55秒）に拡大されたが、2017年4月16日放送分の2時間SPからは元の18:56:00開始・235秒放送に戻された。また2017年4月29日の2時間SPと同年5月13日の2時間SPは、20:54の『JNNフラッシュニュース』を内包して21:00まで放送（6分延長）し、直後の『日立 世界・ふしぎ発見!』とはステブレレス接続となった（その後も不定期ステブレレス）。
2017年10月からは、TBSのゴールデンタイム・プライムタイムのレギュラー番組の正時スタート化に伴って4分拡大し、19:00 - 20:00の放送となる。
2019年4月より『JNNフラッシュニュース』の土曜放送分が廃止され、『ジョブチューン』が「4分延長・『ふしぎ発見』との接続を毎回ステブレレス」に変更したため、当番組の2時間SPも21:00まで延長、『ふしぎ発見!』との接続も毎回ステブレレスに変更した。
2019年7月19日、レギュラー出演していた雨上がり決死隊（当時）の宮迫博之の降板を発表した。同日、吉本興業が宮迫との契約を解消したことを受けての決定となる。
2019年10月5日放送分は2016年12月3日以来1036日振りの1時間放送（20時終了では初）だが、この日は20:00 - 21:54に『変装かくれんぼ ハイド&シーク』が編成されたため、『ジョブチューン』との2体制は未だに行っていない。
2020年4月4日は、当初『オールスター感謝祭2020春』を18:25 - 23:48に生放送するため本番組は休止予定だったが、『感謝祭』が新型コロナウイルス感染拡大防止の観点から企画内容・演出の大幅な変更に伴い、放送開始を20:00からに短縮（放送終了は予定通り23:48）することになったため、空白枠となった18:25 - 20:00に本番組をレギュラー復帰並びに30分拡大した上で急遽編成されることになった。しかし、『感謝祭』本編については東京都からパンデミックの恐れが続いているなど重大局面であるとの見解が示されていることなどを受けて、放送を延期する事が同年4月1日未明に発表された。このため、本番組を更に60分（合計90分）拡大した上で18:25 - 21:00に放送した。
2021年4月10日から『もうすぐ炎の体育会TV』の放送枠が18:51 - 19:00に拡大、この拡大に伴い、『もうすぐ』枠の1分間前CMが廃止され、18:51きっかりに開始、そして直前ミニ番組（関東では『ウィークエンドウェザー』）との接続はステブレレスに変更、『もうすぐ』枠の構成も次の様に変更された。これは『ジョブチューン』拡大版や他の特別番組でも同じ。尚、CBCテレビは引き続き18:55飛び乗りになっている。
2022年12月、本番組が2023年3月末を以て放送開始より11年半の歴史に終止符を打つ方向であることが明らかになった。なお、レギュラー放送終了後も引き続きスペシャル特番で放送される予定。

## 出演者
表記がない人物は出演当時、TBSアナウンサー。

### パーソナリティー
基本的にはスタジオで進行を務める。
- 今田耕司（お笑いタレント） - 特別番組では「コミッショナー」と名乗っていた。
- 蛍原徹（お笑いタレント） - 2021年8月までは雨上がり決死隊。

### レギュラー出演者
- 勝俣州和（タレント）
- 上田竜也（KAT-TUN） - 2012年10月からレギュラー出演。
- 春日俊彰（オードリー） - 2012年10月からレギュラー出演。
- 宮川大輔 （お笑いタレント）
- フワちゃん （お笑いタレント、YouTuber） - 2021年4月10日放送回からレギュラー出演。
- 鷲見玲奈 （フリーアナウンサー）- 2021年4月10日放送回からレギュラー出演。

### コーナー進行
不定期出演。
- 山本里菜

### 実況
いずれも不定期出演。
- 矢野武（フリーアナウンサー）
- 小笠原亘
- 佐藤文康
- 伊藤隆佑
- 南波雅俊

### 過去の出演者
- 宮迫博之 （当時雨上がり決死隊）- 2019年6月29日放送分まで出演。
- 岡田結実 （タレント）
- 熊田聖亜 （女優）
- 本田望結 （タレント）
- 渡辺正行 （タレント）
- あき竹城 （タレント） - 2020年9月12日放送分で卒業。2022年12月15日死去。
- 傳谷英里香 （女優）- 2019年10月5日放送分よりレギュラー出演。2020年9月12日放送分で卒業。
- ティモンディ（高岸宏行・前田裕太） - 2021年4月10日放送分よりレギュラー出演。2022年3月5日放送分で卒業。

### 進行アナウンサー
- 枡田絵理奈
- 吉田明世
- 宇垣美里

### 実況
いずれもTBSアナウンサーで不定期出演。
- 初田啓介
- 藤森祥平
- 杉山真也
- 石井大裕

## 競技
- 太字の氏名は各競技の部長、またはキャプテンを務めている芸能人。

### 格闘技
かつてはスタジオにセットやリングを設営して行われていた。主な出場者を併記する。
- シュートボクシング - 今田耕司
- ボクシング- 上田竜也
- 剣道 - 渡辺正行、金田哲（はんにゃ）ほか。

番組に応募してきた女性の剣道部・サークルに赴いて対戦する道場破り企画や、なぎなたとの変則マッチも行われていた。
2013年5月25日放送分では、実業団優勝者の女性選手と試合で過去幾度と無く敗戦を喫した渡辺に、特別コーチとして松岡修造が就いた。松岡は「次の試合で負けたら廃部!」の条件を掲げて、様々な特訓で渡辺を鍛え上げ、翌週6月1日放送分でその選手と再戦。渡辺が三本の内、一本でも勝利できれば剣道部存続としたが、勝ちを収められず、剣道部も一時期廃部されたが、2014年に再結成され、8月9日放送分でフランス人女性との対戦で初勝利を収めた。
- 柔道 - のり（オテンキ）ほか
- レスリング - 森一弥（エネルギー）、くまだまさしほか
- ブラジリアン柔術 - 八木真澄（サバンナ）ほか
- アームレスリング

### 格闘技以外の芸人VSアスリート競技
こちらの競技はVTRで行う。
ゴルフ
蛍原徹、遠藤章造（ココリコ）ほか
- 芸人やゴルフ自慢の有名人3人からなる「蛍原軍」と女子プロゴルファー1～2人が対決する。対決種目は「チップイン対決」「超ロングパット対決」「バンカーショット対決」など3種目で対戦。種目によって、カップインするまで交代で打つPK方式と、一発勝負でカップまでの距離を競うニアピン方式がある。

ボウリング
- スプリットクラッシュボウリング - 岡田圭右（ますだおかだ）、チャンカワイ（Wエンジン）、マギー審司ほか

芸人3人と女子プロボウラー1人が対決する。倒すのが難しいピンの並び方（スプリット）をPK方式で倒す。企画開始時点より『ボウリング革命 P★League』からの参加者が多く、解説も同番組チェアマンの中山律子が務めていたが、2012年3月頃から正式に「Pリーガー」達との対決企画となり、岡田が「現時点で登録されているPリーガーを全員倒し、最後に中山律子と対決する」という目標を立てた。なおその宣言から、岡田は倒したPリーガーの数だけ星のバッジをつけるようになっている。
サッカー
島田秀平、ワッキー（ペナルティ）ほか
フリーキック対決。
水泳
春日俊彰、小島よしおほか
フィンスイミング
藤巻紗月と芸人が一騎討ちを行う。
月曜時代は頻繁に行われて、土曜日に枠移行してからは暫く行われていなかったが、2014年3月1日放送回で久々行われた。
アルペンスキー
清水アキラ
弓道
狩野英孝、安東弘樹（元TBSアナウンサー）、新井恵理那ほか
5射ずつ行い、的中数に関係なく「中心に近い」位置に当てた方を勝利とするニアピン戦（通常の弓道では的中した位置による得点の違いなどはなく、的中数だけで競う）。
バレーボール
- BINGO・バレー - トータルテンボス、ニューロマンスほか

Vリーグの選抜チーム・各国のナショナルチーム・川合俊一、大林素子率いる元日本代表チームと「宮迫軍」(宮迫は2019年7月19日に降板)が対決していた。芸人側のコートに1-9までのマス目が描かれており、アスリート側は、狙ったマスに落としてビンゴ達成を狙う。6球以内にビンゴを1列以上達成できればアスリートが1セット獲得、6球防ぎ切れば芸人が1セット獲得。3セット勝負。芸人チームはボールをコート外に出せば良く、相手のコートに打ち返す必要はない。ただしボールが芸人の体に当たっても、最終的にボールがマスに落ちれば有効となるが、既にゲットしたマスに落ちた場合は無効となる。
2016年5月7日放送分からは5×5の25マスで、15球以内に1列ビンゴを狙うルールに変更された。2016年6月11日放送分では特別編として、全日本女子バレーチームが20球以内に1列ビンゴを狙うルールで行われ、さらに、リオ五輪出場決定記念として、四隅（1・5・21・25）のいずれかに落とすごとに、選手が希望した商品がプレゼントされ、1列ビンゴを達成すれば、シャトーブリアン50万円分がプレゼントされる特別ルールが追加された。
野球
- 野球vsソフトボール

野球の得意な芸人軍が、ソフトボールの強豪と対戦。
攻撃の際は、相手側のルール（塁間・フェンスの距離や、ピッチャーの上投げ・下投げの違い）に従って攻撃を行う。更にアスリート側のハンデとして、芸人側のランナーを出すまでは投手はストレート中心で投げなければいけない制限がある。
陸上競技
ジャニーズ陸上部
上田竜也 、ジャニーズJr
- 上田が監督となって、関東ジャニーズJrのメンバーを集め結成。オリンピック出場経験のある陸上の日本代表を倒すことを目標に結成された。それまでは関東Jrのメンバーのみで活動していたが、レベルアップのため関西ジャニーズJrのメンバーからもオーデイションで選抜。関東Jrと関西Jrの4×100mリレー対決も行い、それまで関東Jrで結成されたチームを関東Jrが負けた場合はメンバーの入れ替えを上田が示唆する。関西Jrはバトンミスが響き敗戦。関東Jrが勝ったものの、アンカーを務めた菅田琳寧がゴール直前で手を抜いたままゴールしたことに上田が激怒。上田はバラエティ番組の企画でありながらも、お笑いやおふざけなしで真剣に勝ちに行く姿勢で陸上に取り組んでおり、今回の陸上部においても意気込みやメンバーを紹介する場面では多少のメンバーへのイジリなどは見られたが、競技ではこの企画に参加したJrメンバーの知名度アップや仕事増加など今後の芸能生活の命運を左右する局面にあることから決して妥協を許さなかった。関西Jrのメンバーの古謝那伊留に対しても競技終了後に「(関東Jrのメンバーと)一緒に走れて嬉しかった」などと体験企画のように考え、走れたことだけで満足したかのような発言をしたため、「チャンス掴みに来てるんだろ！」「満足してんじゃねーよ！」と陸上への本気度に欠けた発言に激怒した。このようにメンバーの出来がクローズアップされるだけでなく、番組として企画を与えらている以上ジャニーズ運動会のようなお遊び気分ではなく「おふざけなしの真剣勝負に徹する企画」のチームの監督を受け持って後輩の指導に当たる上田の姿勢も注目され称賛の声が上がった。そのため、上記のように4×100リレー対決における手抜き行為には関東Jrに対して批判が殺到した[10]。

陸上部(旧）
森脇健児がキャプテンを務めていた。
森渉、ハリー杉山、ワッキー（ペナルティ）、小島よしお、 猫ひろし、もう中学生、など
- 200m走、400m走

芸人チームは4人1組でリレー形式で対戦する。
- 100mハードル

ハードルの数がアスリート5つ、芸人1つ。
2013年5月18日放送分ではハンデなし（ハードルが両者10個）で行われた。
- 1500m走、障害走、クロスカントリー

アスリートは1人で走るのに対して、芸人は3人1チームのリレー方式。なお複数のチームが出場するので、芸人チーム同士の順位争いも生じる。
- 青山学院大学陸上競技部

青学大陸上部長距離ブロック監督・原晋（原則として当番組のスタジオ登場のみ）を筆頭に、2016年7月23日放送時は神野大地と原美穂（原晋の妻・陸上部寮母）、2018年3月10日放送時は2018年箱根駅伝競走の優勝メンバー、2019年2月2日放送時は2019年箱根駅伝競走の総合2位メンバー、2019年6月22日放送時はと同大学OBの神野・下田裕太らと共に出演した。
馬術
華原朋美、菅井友香（欅坂46）
クレー射撃
ヒロミ、加藤浩次（極楽とんぼ）

### マスク・ド・アスリート
通常の対決と同じ。ただしアスリート側は覆面を被って正体を隠しており、挑戦者側が勝てばその覆面を剥ぎ正体を見ることができる（現在は、勝敗に関係なく対戦終了後に正体を明かしている）。BGMは「スカイ・ハイ」（2016年秋以降は「前前前世」、2020年から科学忍者隊ガッチャマンの主題歌「ガッチャマンの歌」の替え歌。）種目は、野球の投手となり往年の名打者を三振に抑える「マスク・ド・スラッガー」、陸上短距離走で対戦する「マスク・ド・スプリンター」、ボクシングの「マスク・ド・ボクサー」など。開始当初は各スポーツ経験者の芸能人が対戦していたが、現在は将来を有望視されている小・中学生、高校生アスリートと対戦している。

### それ以外の競技
ラグビーキックターゲット
2015年12月19日放送の3時間SPにて初登場。ラグビーのゴールポストの間に設置された9枚（3×3配置）のパネルをドロップキックで射抜く（2枚抜きは不可）。12球の持ち球で9枚全て射抜くことが出来れば、賞金100万円獲得。また全て抜けなくても1列ビンゴになるごとに10万円が進呈される。2016年9月10日放送回は、15球の持ち球で挑戦し、1列ビンゴが達成するごとに東日本大震災・平成28年熊本地震の被災地の子供達にラグビーボールを贈呈する特別ルールで実施した。
最強バッティング王決定戦 ぶち抜KING
2017年2月4日放送回にて初登場。挑戦者がティーバッティングで打撃し、数メートル先に等間隔で設置された発泡スチロール製の壁10枚を何枚ぶち抜けるかを争う。賞金等の設定は無く、挑戦できるのは1球のみ。
2017年3月18日放送回で前田健太（ロサンゼルス・ドジャース投手）が10枚全てぶち抜き初のパーフェクト達成者となった。ただ以前山田哲人（東京ヤクルト選手）が挑戦後に、“泣きの一回”を申し入れ再挑戦した結果10枚全てをぶち抜いたが、番組上では非公認記録扱いになった。
侍エースコントロールNo.1決定戦 ストラック10
2024年11月16日放送の「特別編」(関東地区のみ放送)にて初登場。挑戦者がマウンドから投球し、ホームベース付近に設置された全10のエリア（的を射抜く、30Kgのドラム缶を倒す、ごみ箱に入れる等）を1エリア毎に3球以内に出来れば成功。ただ失敗しても全てのエリアに挑戦できる。終了時にいくつのエリアを成功出来たかを争う。賞金等の設定は無い。

#### 過去の競技
1年以上行われていない競技を主に記述。
ロボキーパー「コージくん」
アスリート・芸人がサッカーのペナルティキックで、自動制御で180度回転し、90%以上の割合でシュートを防ぐロボットキーパー「コージくん」の攻略に挑む。シュートを決められれば、ファイトマネーの賞金10万円が贈られる。2012年9月までは今田から自腹で贈っていた。
コージくんは当初、顔部分を今田の顔を立体的に再現した事が仇となり、顔の重さにより機動力が低下する、そもそもミスキックで顔部分を破壊されるなどの欠点があった。その後、顔部分を書き割りにして軽量化するなどの「改良」を加えたコージくん2が登場。これを現在攻略したのは4人だけである。また、中田英寿は壁を設けた特別ルールを適用して攻略した。
ジャイアントコージくん
ロボキーパー「コージくん」の後継企画。バルーンでできた巨大なゴールキーパー「ジャイアントコージくん」の攻略に挑む。アスリートは5球以内に3回入れればクリアとなるが、右側・左側・股下の三か所にそれぞれ一球ずつ入れなければならない。股下には微妙な突起部があるため、ゴロで入れることはできない。ロボキーパーと違いジャイアントコージくんは何故かオネエ風に喋り、競技中にアスリートを煽るようなことを言ったり、急所にボールが当たると痛そうな声を上げたりする。
10輪車
小学生10人1チームの、タイムトライアル競技。
一輪車に乗った10人が手を繋いで横並びとなり、200mトラックを一周するタイムを競う。
繋いでいる手が離れた、転倒、足を着いた場合は、その位置から走り直す。
ミリオンスプーン
運動会のスプーンレースとイライラ棒をモチーフにした競技。
100万円分の純金で作られた特製ボールをスプーンで運びながら、6個の難関エリアを、ボールを落とさずクリアしていく。ボールを落としたり、エリアごとに決められた条件を満たせなかった場合は、失格。
全エリアクリアで、ファイトマネー100万円が贈られる。陥落は2013年4月20日。完全制覇者は潮田玲子。
失格者のリベンジは自由だが、（元）アスリートの場合は、リベンジ（2回目以降の挑戦）では自分の競技のユニフォーム姿で参加するルールがある。ちなみにK1ファイターのボブ・サップの場合は、もうすでにK-1のユニフォームで参加したので、リベンジではスーツ姿で参加する特別ルールが設けられた。
- スタート前
  - レールから転がってくるボールを、スプーンでキャッチする。この時に落としても失格。かつて、スタート前で、落としたのは林遣都・浦田聖子・ボブ・サップ・佐々木蔵之介・武井壮の5人である。開始当初は、スタート前から挑戦するところから放送していたが、後期になると既にボールをキャッチしている所から放送されていた。林・佐々木は片手でキャッチ失敗。サップは両手でキャッチ失敗。浦田はキャッチには成功したが、上がりかけたスタートゲートに、スプーンを引っかけてボールを落とした。武井壮はジャンプした際、あまりにも強すぎてボールを落としてしまい、強制終了となった。
- 1st エリア「ミリオン・スイッチ」
  - 2本のポールの周囲を回る、幅や高さが異なる6つのセンサー全てにボールを通す。
- 2nd エリア「ミリオン・ハンマー」
  - 異なるタイミングで上下する4本のハンマーを避けつつ、スプーンをレーンに通す。
  - 制限時間が設けられており、1st エリア・2nd エリア合わせて60秒以内にクリアできないと、その時点で失格。
- 3rd エリア「ミリオン・スライダー」
  - 2nd エリア通過後、自分のタイミングでスライダーの入り口にボールを入れる。
  - ボールが入れられ、機械仕掛けでボールが運ばれた後、高さ180cmからスライダーを滑ってボールが飛んでくるので、再びそれをスプーンでキャッチする。
  - ここからは、制限時間はなし。
- 4th エリア「ミリオン・ホイール」
  - 反時計回りに回転する大小2つのホイールの穴にスプーンを入れ、ホイールに触れる事無く通過する。
  - ホイールに触れたら失格。
- 5th エリア「ミリオン・リング」
  - 40cm→30cm→20cm→10cmと、徐々に小さくなっていく4個のリングに、1個ずつボールをリングを通して再びキャッチする。
  - 4個全て通したらクリア。
- Last エリア「ミリオン・パイプ」
  - 5th エリアをクリアしたらセンサーにボールを通して階段を登り、Lastエリアに挑戦。
  - 先端の幅9mmのパイプの上に、ボールを乗せる。落ちること無くボールが乗れば、賞金100万円獲得。成功率14%

ミリオンスプーン2
2013年6月1日に登場。基本的なルールは先代と同じだが、一部エリアで設定されていた制限時間・ルールは廃された。5つのエリアを落とさずクリアできれば、ファイトマネー100万円が贈られる。陥落は2013年10月19日。潮田玲子が初代に続き完全制覇を達成した。
BGMは『バロック・ホウダウン』。
- スタート前
  - 左右からボールを挟んだスタートゲートが、スタートの合図と同時にオープン。落ちてくるボールをキャッチする。この時に落としても失格。
- 1st エリア「ミリオン・シーソー」
  - 左右に不規則に揺れるシーソーの上にボールを乗せ、落ちた所をキャッチする。ボールは徐々に転がる速度が上がり、左右どちらから、いつ落ちるか分からない。
- 2nd エリア「ミリオン・ホッピング」
  - ピストン運動する台座の上にボールを乗せ、一定の区間・高さで台座から跳ね上げられるボールをタイミング良くすくう。2、3cm程度しか跳ねない。
- 3rd エリア「ミリオン・パレード」
  - 先代の5thエリア、「ミリオン・リング」の進化版。回転する4つの異なる形のフレームにボールを通し、再びキャッチする。順番は自由。クリアしたフレームは白く光る。フレームの形はダイヤ、星、タイクくん（穴の形自体は楕円）、ハート。星が最も小さく難易度が高い。
- 4th エリア「ミリオン・コースター」
  - ボールをコースターの入口に入れ、2m50cmの高さまで運ばれ1回転して落ちてくるボールをキャッチする。先代の3rdエリア「ミリオン・スライダー」の進化版。
- Last エリア「ミリオン・ターンパイプ」
  - 小さな円を描きながら回転する先端の直径9mmのパイプの上に、ボールを乗せる。落ちること無くボールが乗れば、賞金100万円獲得。ここでは音楽が流れない。

アームリング
高さ5mに吊るされたつり輪に、出来る限り長くぶら下がり続ける
5人ずつのグループに分けて行われ、参加者全員の中で最も長くぶら下がり続けられた選手にファイトマネー10万円。
これまでの最高記録はアンガールズ・田中卓志の4分49秒
数回行われた後、暫く行われていなかったが、今田が総合司会を務める生放送特番『オールスター感謝祭'15秋 チーム対抗サバイバル! クイズ王座決定戦!!』（2015年10月3日放送）のイベント企画で「アームリングバトル!」というコーナー名で復活、翌年の『オールスター感謝祭2016春』（2016年4月9日放送）でも実施された。なお基本ルールは当番組時とほぼ同じだが、3人ずつのグループに分けて実施されている。
なお、同局で放送されているスポーツ特番『SASUKE』の3rd STAGEに第16回大会から第24回大会まで登場した同名のエリアとは別物。
サービスエース（年号）
以前同局で放送されていたスポーツバラエティ『筋肉番付』及び『黄金筋肉』の競技「SERVICE ACE」の復活版。
相手コートに配置された9枚（3×3配置）の円形パネルを、テニスのサービスで打ち抜く。
12球の持ち球で9枚全て打ち抜くことが出来れば、ファイトマネー100万円獲得。
『筋肉番付』『黄金筋肉』とは異なる点として、パネルを打ち抜くとパネル周囲の電飾が点滅する、実況だけでなく解説者もいる。
ストラックアウト（年号）
『筋肉番付』シリーズの競技「STRUCK OUT」の復活版。
ホームベース上に置かれた3×3配置の9枚のパネルを、マウンドから投球して落とす。的のレイアウトは『筋肉番付』での3代目にあたる配列で、唯一四方が囲まれている中央5番の的以外、2枚抜きが可能である。
12球の持ち球で9枚全て落とすことが出来れば、ファイトマネー100万円獲得。パーフェクトではなくても、落とした的が縦・横・斜めの列に2列以上揃えればダブルビンゴ賞としてファイトマネー10万円。
キックターゲット（年号）
『筋肉番付』シリーズの競技「KICK TARGET」の復活版。
『12球の持ち球で9枚全て抜くことができれば、ファイトマネー100万円獲得。
2014年1月1日放送の3時間SPで、ブラジル代表ネイマールが企画復活後初の完全制覇を達成し、100万円を獲得した。
的のレイアウトは『筋肉番付』での初代にあたる配列で、2枚抜きは不可。
2014年3月1日放送回は、サッカー日本代表軍（遠藤保仁・今野泰幸）vs宮迫軍（宮迫・井本・ワッキー）の対抗戦で行われた。各チームの全員が1回ずつ挑戦し、パネルを何枚連続で抜けるかを競い、合計枚数の多いチームの勝ちというルールで行われたが、両軍とも同枚数だったため、サドンデス戦にて勝敗を決した。
リアルバッティングセンター
2013年12月14日放送回にて初登場。挑戦者（プロ野球選手）がピッチングマシンから投げ込まれた球を打撃し、球場（西武プリンスドームの場合が多い）のバックスクリーンに設置された直径10mのボードに制限時間内に打球を当てることが出来れば賞金30万円獲得となる。
バレーストラックアウト
2015年7月25日放送回にて初登場。『筋肉番付』シリーズの種目「アタックチャチャチャ」の事実上の復活版。
相手コートに設置された9枚（3×3配置）の円形パネルをバレーボールのアタックで射抜く（2枚抜き不可）。12球の持ち球で9枚全て射抜くことが出来れば、賞金100万円獲得。
3人1組で行われ、サーブマシンから放たれるボールを「レシーバーがレシーブ（アタッカー自らレシーブすることもある）→セッターがトス→アタッカーがアタック」で的を射抜いてゆく。
キックターゲットビンゴ
2015年7月25日放送回にて初登場。キックターゲットの派生種目で、『筋肉番付』シリーズ時代にも同じコーナー名で実施された。
2チーム（1チーム2名）の対抗戦で、サッカーのゴールに配置された16枚（4×4配置）のパネルをPK戦の要領で両チームが交互に打ち抜き、打ち抜いた箇所が先に1列ビンゴになったチームが勝利となる。各チームには1回だけ“ゴールデンボール”が与えられており、このボールを使用して相手が射抜いたパネルに当てることが出来れば、パネルを奪い返すことが出来る。
心理カードバトル
メンタリストDaiGoとアスリートが、競技に必要な「読み」の力を競う。アスリート側は1～5の数字が書かれたカードを1枚選び、DaiGoがそれを当てる。2回のうち、1回でもDaiGoを騙しきれば、アスリートの勝ちとなる。現在DaiGoに勝利したのはフィギュアスケートの浅田真央・舞姉妹、ラグビー日本代表の山田章仁・ローラ夫妻の二組（2週連続でのDaiGoの敗北であった）。2019年現在企画は休止状態だが、同局のバラエティ番組『ニンゲン観察バラエティ モニタリング』でほぼ同趣旨の企画が不定期で行われている（ただし対決相手はアスリートではなく、俳優等の芸能人が中心）。

### 100秒チャレンジシリーズ
SMASH30
自動卓球練習機から出てくるピンポン球をスマッシュし続け、卓球台の相手側に設置された30枚の的（3×10配置）を、制限時間100秒以内に全て打ち抜くことができれば成功となる。なお賞金等の設定はない。2017年5月27日放送回で伊藤美誠（リオ五輪卓球女子日本代表選手）が制限時間残り1秒03で、30枚全てを打ち抜き初のパーフェクト達成者となった。
ヒット・ザ・ターゲット
プロ野球選手等の挑戦者がトスバッティングをし続け、内野グラウンドに設置された15枚（途中から16枚）の的を100秒以内に全て打ち抜くことが出来れば成功となる。2017年11月25日放送回で当時中学生だった度会隆輝（2024年シーズンより横浜DeNAに入団）が初のパーフェクト達成者となった。また2019年1月19日放送回で山田哲人（東京ヤクルト選手）がプロ野球選手で初めてのパーフェクト達成者となった。また2019年11月2日放送回より、同種目の派生企画として「プロ野球チーム対抗100秒チャレンジ」が行われている。ルールは1チーム4選手が本種目と同様にトスバッティングをし、20枚の的を100秒以内に打ち抜いたことに挑戦。打ち抜いた的の枚数記録が良かった上位3選手の合計記録で争う。
キックターゲット20→21
キックターゲットの派生種目。機械から出てくるサッカーボールをシュートし続け、ゴールに設置されている20枚の的（4×5配置）を100秒以内に全て打ち抜くことが出来れば成功となる。2018年1月20日放送回でリオネル・メッシ（FCバルセロナ所属、サッカーアルゼンチン代表選手）が制限時間残り7秒07で、初のパーフェクト達成者となった。その後ゴールの裏に番組キャラクター「タイクくん」が描かれた的が1枚配置された新バージョンにリニューアルされた。
テニスショット20
機械から出てくるテニスボールを打ち続け、相手コートに設置された20枚の的を100秒以内に全て打ち抜くことが出来れば成功となる。
ダイレクト・ザ・ボレー15
キックターゲット20のボレーシュート版。機械から出てくるサッカーボールをボレーシュートし続け、ゴールに設置されている15枚の的（3×5配置）を100秒以内に全て打ち抜くことが出来れば成功となる。2019年6月1日放送回で南野拓実（レッドブル・ザルツブルク所属、サッカー日本代表選手）が制限時間残り4秒03で、初のパーフェクト達成者となった。
シューティング20
バスケットコートに設置された20か所のシュートエリア全てから100秒以内にシュートすることができれば成功となる。
ゴルフショット15
機械から出てくるゴルフボールをショットし続けて、数十メートル先に設置された15枚の的を100秒以内に全て打ち抜くことが出来れば成功となる。2019年12月14日放送回で原英莉花（女子プロゴルファー）が制限時間残り9秒で初のパーフェクト達成者となった。また最速タイムでのパーフェクト達成者は同放送回にて渋野日向子（女子プロゴルファー）が残り16秒で達成した。

## 競技以外の企画
宮川大輔のそれって青春！
2015年11月21日放送回にて初登場。宮川が高校を訪問して運動部の活動を見学する。
オレだけの!体育“愛”TV
2016年2月27日放送回にて初登場。スポーツファンのタレントが独自の視点で取り上げた競技の魅力をスタジオでプレゼンテーションする。
新スポーツ開発部
2016年5月14日放送回にて初登場。世界で行われているが、日本ではあまり知られていない未知のスポーツを紹介する。

## ネット局と放送時間
| 放送対象地域   | 放送局                    | 系列    | 放送日時               | 放送日時               |
| 放送対象地域   | 放送局                    | 系列    | 2011年10月 - 2012年9月 | 2012年10月 - 2023年3月 |
| -------------- | ------------------------- | ------- | ---------------------- | ---------------------- |
| 関東広域圏     | TBSテレビ（TBS）          | TBS系列 | 月曜 19:00 - 19:55     | 土曜 19:00 - 20:00     |
| 北海道         | 北海道放送（HBC）         | TBS系列 | 月曜 19:00 - 19:55     | 土曜 19:00 - 20:00     |
| 青森県         | 青森テレビ（ATV）         | TBS系列 | 月曜 19:00 - 19:55     | 土曜 19:00 - 20:00     |
| 岩手県         | IBC岩手放送（IBC）        | TBS系列 | 月曜 19:00 - 19:55     | 土曜 19:00 - 20:00     |
| 宮城県         | 東北放送（tbc）           | TBS系列 | 月曜 19:00 - 19:55     | 土曜 19:00 - 20:00     |
| 山形県         | テレビユー山形（TUY）     | TBS系列 | 月曜 19:00 - 19:55     | 土曜 19:00 - 20:00     |
| 福島県         | テレビユー福島（TUF）     | TBS系列 | 月曜 19:00 - 19:55     | 土曜 19:00 - 20:00     |
| 山梨県         | テレビ山梨（UTY）         | TBS系列 | 月曜 19:00 - 19:55     | 土曜 19:00 - 20:00     |
| 新潟県         | 新潟放送（BSN）           | TBS系列 | 月曜 19:00 - 19:55     | 土曜 19:00 - 20:00     |
| 長野県         | 信越放送（SBC）           | TBS系列 | 月曜 19:00 - 19:55     | 土曜 19:00 - 20:00     |
| 静岡県         | 静岡放送（SBS）           | TBS系列 | 月曜 19:00 - 19:55     | 土曜 19:00 - 20:00     |
| 富山県         | チューリップテレビ（TUT） | TBS系列 | 月曜 19:00 - 19:55     | 土曜 19:00 - 20:00     |
| 石川県         | 北陸放送（MRO）           | TBS系列 | 月曜 19:00 - 19:55     | 土曜 19:00 - 20:00     |
| 中京広域圏     | CBCテレビ（CBC）          | TBS系列 | 月曜 19:00 - 19:55     | 土曜 19:00 - 20:00     |
| 近畿広域圏     | 毎日放送（MBS）           | TBS系列 | 月曜 19:00 - 19:55     | 土曜 19:00 - 20:00     |
| 鳥取県・島根県 | 山陰放送（BSS）           | TBS系列 | 月曜 19:00 - 19:55     | 土曜 19:00 - 20:00     |
| 岡山県・香川県 | RSK山陽放送（RSK）        | TBS系列 | 月曜 19:00 - 19:55     | 土曜 19:00 - 20:00     |
| 広島県         | 中国放送（RCC）           | TBS系列 | 月曜 19:00 - 19:55     | 土曜 19:00 - 20:00     |
| 山口県         | テレビ山口（tys）         | TBS系列 | 月曜 19:00 - 19:55     | 土曜 19:00 - 20:00     |
| 愛媛県         | あいテレビ（itv）         | TBS系列 | 月曜 19:00 - 19:55     | 土曜 19:00 - 20:00     |
| 高知県         | テレビ高知（KUTV）        | TBS系列 | 月曜 19:00 - 19:55     | 土曜 19:00 - 20:00     |
| 福岡県         | RKB毎日放送（RKB）        | TBS系列 | 月曜 19:00 - 19:55     | 土曜 19:00 - 20:00     |
| 長崎県         | 長崎放送（NBC）           | TBS系列 | 月曜 19:00 - 19:55     | 土曜 19:00 - 20:00     |
| 熊本県         | 熊本放送（RKK）           | TBS系列 | 月曜 19:00 - 19:55     | 土曜 19:00 - 20:00     |
| 大分県         | 大分放送（OBS）           | TBS系列 | 月曜 19:00 - 19:55     | 土曜 19:00 - 20:00     |
| 宮崎県         | 宮崎放送（MRT）           | TBS系列 | 月曜 19:00 - 19:55     | 土曜 19:00 - 20:00     |
| 鹿児島県       | 南日本放送（MBC）         | TBS系列 | 月曜 19:00 - 19:55     | 土曜 19:00 - 20:00     |
| 沖縄県         | 琉球放送（RBC）           | TBS系列 | 月曜 19:00 - 19:55     | 土曜 19:00 - 20:00     |

## スタッフ（2022年4月以降）
- ナレーター：立木文彦（月曜日時代だったが、土曜日移動で裏番組の関係から一時離脱。2015年10月より復帰）、平野義和（平野→一時離脱→復帰）
- 構成：堀江利幸、加藤淳一郎【毎週】、桝本壮志、山中ヒロシ、鶴大希、片岡章博（桝本～片岡→一時離脱→復帰）【週替り】
- TM：森和哉
- PM：寺尾昭彦
- TD：飯橋俊昭（以前は、CAM）
- CAM：端坂嘉寛
- VE：木野内洋
- 音声：清宮拓
- PA：小暮倫見
- 照明：富井泰良
- 美術プロデューサー：大沼陽（以前は、美術制作）
- 美術デザイン：水野谷重謙
- 美術ディレクター：桂誉和（以前は、美術制作、2019年4月27日・11月2日、2020年1月25日・5月23日 - ）
- 装置：上田伶
- 操作：多田亜希子
- 電飾：住義仁（一時離脱→復帰）
- 特殊装置：勝大輔
- アクリル装飾：青木剛
- 装飾：佐野沙織
- 衣裳：横尾毅
- 持道具：岩本美徳
- リサーチ：高森雄幸、大塚晃貴（2022年4月 - ）、ワンバイワンプラス（2022年5月 - ）、SACKA（一時離脱→復帰）【週替り】
- SNSリサーチ：斉藤直美、川崎欣也【週替り】
- 公開：松元裕二
- 機材レンタル：東京オフラインセンター（途中から）
- 協力：Mizuno
- ロケ技術：EAT、J-crew
- 編集：TBS ACT（旧T-TEX）
- MA：井田須美子、下条亨介
- 音効：大久保吉久、古川恵未
- 企画：村上卓史（以前は総合構成）
- 編成：広瀬泰斗、寺田淳史
- 宣伝：小谷有美、山岸信良（全員→途中から）
- 配信：保坂龍之介（2022年4月 - ）
- デスク：椿美貴子
- TK：伊藤佳加、五味真琴（五味→途中から）
- AP：藤田典子、永野莉帆、神田聡美（神田→一時離脱→復帰）、宮内史絵、瀬川安恵、高見良
- 制作協力：吉本興業/Going[注釈 17]、極東電視台、TBS SPARKLE
- 協力P：邵東方（吉本興業、以前は協力AP►一時離脱）
- 協力AP：國廣光（吉本興業）
- アシスタントディレクター：中嶋一紗、宮本晃樹、根本晟磨、神りさ子、神野慎之介、中川凌、櫛部遥、関山司、望月雄矢、藤本翔弥、村中理乃、牧野有里、伊集院里乃花、本田稔、小川和香、光岡万己江、澤田哲志、遠藤明日香、岩崎穂香、宮川祐成、関根大智、吉田柾、石倉大和、関口侑花、鈴木涼功、千場はるな、原亮太、亀田拓実、椙山信太朗【週替り】
- ディレクター：北川剛大・桑村洋史（TBS SPARKLE）、本広丈二・龍辰彦・東浦克幸・鈴木崇志・落岩将平・林崇大（ジーヤマ）、坂口英雄、中村遼（中村→以前は、CD）、永山靖章（BMC）、中村慎吾、後藤琢磨（NONぷれ）、佐藤智之、松本佳奈子、鈴木渓太（松本・鈴木→共に以前は、AD）、松本凌【毎週】、伏貫健介、境清吾、中野聡、堀田大輔、加藤文仁、芝俊明、大村岳大、細川雄大、大塚英二、金子大輔、片山裕達、上田健太、髙場透、前川侑也（クラシリオン）、長谷川優太、岸宏美（髙場・長谷川→共に以前は、AD）【週替り】
- AD/ディレクター：田中丈一【週替り、回によって異なる】
- 演出：柿田隼（ジーヤマ）、高市輝久（TBS SPARKLE）、秋津貴宣（柿田～秋津→共に以前は、ディレクター）、鈴木大二郎（鈴木→極東電視台、2022年4月16日 - ）
- 担当プロデューサー：小杉菜穂子（以前は、ディレクター）、佐藤徹弥、北山孝（ジーヤマ、以前は、ディレクター→制作プロデューサー→プロデューサー）、谷知明（TBS SPARKLE）、首藤光典（極東電視台、2022年4月16日 - ）、茂木葉子（茂木→2022年4月16日 - ）、菊池絢子（以前は、AP→2021年10月16日 - 2022年1月頃まではキャスティングプロデューサー）、川嶋和成（川嶋→2022年9月頃 - ）
- 総合演出：坂田栄治（2022年2月26日 - ）
- プロデューサー：成田雅仁（以前は、ディレクター）、七澤徹（以前は、ディレクター→チーフディレクター→総合演出）
- 制作：TBSテレビコンテンツ制作局バラエティ制作一部&スポーツ局スポーツ番組制作部[注釈 18]
- 制作 : TBS
- 製作著作：「炎の体育会TV」製作委員会

### 過去のスタッフ
- ナレーター：服部伴蔵門、垂木勉
- 委員長：荒井昌也、安田淳、合田隆信
- 副委員長：和泉晃、永島洋二郎
- MP：内藤宏之、中川通成、渡辺英樹
- 構成：小山賢太郎、石井裕之、石津聡、河合秀仁、大井洋一（大井→一時離脱►復帰）、竹村武司、カツオ、尾首大樹、渡辺佑欣、木野聡（一時離脱►復帰）、中野俊成
- TM：丹野至之、小澤義春、荒木健一（荒木→一時離脱►復帰）
- TD：高松央、荒井隆之
- VE：藤本剛、高橋康弘、平子勝隆、平井郁雄、菅沼智博、井下雅美、大場貴文
- 音声：藤井勝彦、松本康祐、小岩英樹
- PA：鈴木紀浩
- 照明：床井弘一
- ムービングライト：中田学
- 美術プロデューサー：山口智広、中江大志、中西忠司、澁谷政史（澁谷→以前は、美術制作►一時離脱）
- 美術デザイン：太田卓志
- 電飾：西田和正、有吉裕二
- 装飾：田中秀和、後藤千鶴
- 装置：谷平真二、相良比佐夫
- 操作：牧ヶ谷純二
- 持道具：寺澤麻由美
- ヘアメイク：大桶恭子
- リサーチ：ライターズオフィス（途中から）
- SNSリサーチ：野崎恵美子
- ロケ技術：fmt（旧八峯テレビ）、スウィッシュ・ジャパン
- CG：笠島久嗣、前川恭平
- TK：野村佳乃子
- 編集：高橋雄人、白田進児、佐々木正知
- MA：岩下順、和田真由美、山下諒
- 編集所：アンサーズ
- 音効：上口昭雄、石川良則、佐藤賢治、沢井隆志、石崎野乃、上野大
- 協力：adidas、ASICS
- 編成：金沢景敏、福田健太郎、畠山渉、保津章二、佐々木威憲、白石徹太郎、高橋正尚、中島啓介（中島→一時離脱►復帰）、竹内敦史、上田淳也（上田→以前は、ディレクター►演出、一時離脱）、石原隆史（石原→以前は、ディレクター►一時離脱►チーフディレクター►一時離脱）、高橋秀光
- 宣伝：小山陽介、橋本幸恵
- アシスタントディレクター：簾田尚平、萱野愛花、稲見啓吾
- AP：久田誠司、渡辺敦成、和田敬子、姫野慈子、三井那結、岩田恵、新宅未央、大賀ゆかり、中塩仁美、清水彩
- スポーツ：名鏡康夫、岡田浩一、清水等、山上昌弘、板倉孝一、内野浩志、村口太郎、片山譲治
- スポーツ企画：乾雅人（フォルコム）、鈴木和正
- 協力P：中村聡太、金丸貴史、大谷重雄、長江康裕、武井大樹、西垣信二、富永衣里子
- 協力AP：清水栄一、高橋くれあ、手塚賢（高橋→以前は協力P）
- キャスティングプロデューサー：藤澤滋彰[注釈 19]、藤田泰昌、池田圭
- FD：川名良和
- ディレクター：水野達也（ジーヤマ）、高橋寛之、香西康位、伊達和輝、伊藤隆大、広瀬茂太、花村亮介、流郷敏隆、師岡靖成、小濱知彦、高木剛、浜田諒介、平元克二（フォルコム）、福永勇樹、青木章浩、狩野紀明、若原誉起、山口敏、黒田長憲、高市廉、福司龍太（neo）、塩谷暁充、浅野克己（D-PORT）、橘信吾、浅野耀介、松野亮、新保勝久、永瀬直哉、村居大輔、小川真人、及能貴之、東頌三、渋谷優介、仁井出亮（ビューキャスト→TBS SPARKLE）、吉田康生（ジーヤマ）、松崎秀峰、池田絢太、赤堀哲也、川岸昌嗣、須藤駿、守屋愛子、丸谷敬典、齋藤裕弘、中須賀美理、西原来、猪股由太郎（Sp!ce Factory）、中島孝志（中島→一時離脱►復帰）、尾川徹
- 制作プロデューサー：橋本孔一（以前は、プロデューサー）
- チーフディレクター：野村和矢（以前は、ディレクター）、堤俊博（BERMUDA、2021年10月16日 -、以前は、ディレクター→演出）
- 演出：神尾祐輔、照井有
- 総合演出：田口健介（以前は、演出►編成►一時離脱）、河本恭平（2021年4月10日 - ）
- 担当プロデューサー：宮崎陽央（以前は、プロデューサー）、小西憲太郎（TBS SPARKLE、2021年11月13日 - ）
- プロデューサー：石井宏昌、山地孝英、山端孝博、藤野信樹（藤野→以前は、演出►一時離脱►復帰►チーフディレクター、2019年4月27日 - ）、横山英士、大畑合（以前は、ディレクター）
- チーフプロデューサー：坂本義幸（以前は、プロデューサー）
- 制作協力：ジーヤマ（2012年9月まで）

### 復活特番
- ナレーター：立木文彦、一龍齋貞弥
- 構成：堀江利幸、加藤淳一郎、山中ヒロシ
- TM：重地渉
- PM：寺尾昭彦
- TD：井上真希
- CAM：渡辺明
- VE：大隅英志
- MIX：菊哲也
- 照明：富井泰良
- 美術P：大沼陽
- 美術デザイン：水野谷重謙
- 美術ディレクター：岩谷孝平
- 装置：上田伶
- 操作：多田亜希子
- 幕装飾：中野浩
- 電飾：住義仁
- 特殊装置：勝大輔
- アクリル装飾：青木剛
- 衣裳：杉崎康夫
- 持道具：岩本美徳
- リサーチ：SACKA
- 機材レンタル：メディアリース
- ロケ技術：J-crew、EAT
- 協力：Mizuno
- 編集：TBS ACT
- MA：下条亨介、和田真由美
- 音効：沢井隆志
- 撮影協力：西野製作所、星槎中井スタジアム、プロ草野球チーム ベーチャン!
- 施設協力：㈱JPF
- 企画：村上卓史
- 編成：広瀬泰斗
- 宣伝：小谷有美、山岸信良
- 配信：保坂龍之助
- デスク：椿美貴子
- TK：伊藤佳加
- 制作協力：吉本興業/Going
- 協力P：邵東方（吉本興業）
- アシスタントディレクター：村中理乃、遠藤明日香、望月雄矢、櫛部遥、宮川祐成
- AP：神田聡美
- ディレクター：永山靖章（BMC）、柿田隼・落岩将平・東浦克幸・林崇大（ジーヤマ）、坂口英雄、長谷川優太
- 演出：秋津貴宣
- プロデューサー：石原隆史/七澤徹、小杉菜穂子、永田周平、北山孝（ジーヤマ）、片山裕達、菊池絢子
- 制作：TBSテレビコンテンツ制作局バラエティ制作一部&スポーツ局コンテンツプロデュース部
- 製作著作：TBS

## 魂の文化系TV
第1回は2014年6月21日 15:00 - 16:30、第2回は同年11月5日 19:56 - 21:54（「水トク!」枠）に放送。スポーツメインの『体育会TV』とは相対し、頭脳系競技やゲームでプロと芸能人が競うという内容。司会は東野幸治とタカアンドトシ、実況アナウンサーは辻よしなり（フリーアナウンサー）。
- そろばん - 大久保佳代子、中田有紀、中村麻里子（当時AKB48）

見取り算早解きスプリントレース。1人ずつ挑戦し、プロ10問、芸能人5問で先に全て解いた方の勝利。
- 百人一首 - 清水ミチコ、水崎綾女、須藤凜々花（当時NMB48）

プロとの1対3 3面同時百人一首で対決。取り札が3組用意されており、プロはその3組全てと相手しなければならない。なお、芸能人側は他のメンバーの札を取っても構わない。先に20枚取った方（芸能人側は3人の合計）の勝利。
- リバーシ - 宇治原史規（ロザン）、石原良純、杉村太蔵

プロとの1対1勝負。ハンデとして杉村に「四隅4個」、石原に「外周一辺8個」、宇治原に「4×4の盤上1/4 15個」が与えられる。
- LINEポコパン - 大家志津香（AKB48）、福田充徳（チュートリアル）、劇団ひとり

芸能人側は1人ずつ挑戦し、一番点数の高い人のスコアが芸能人側の成績となる。プロは制限時間60秒中最初の10秒は操作できず、50秒で挑戦してもらう。

## ミニ番組

### 週刊!炎の体育会TV
月曜時代、TBSに限り本番組終了後の19:57 - 19:59（番組表上は、19:55 - 20:00）に放送。
『世紀のワイドショー! ザ・今夜はヒストリー』の直後に放送されていた『歴史天国!』の枠をそのまま引き継いだもの。スポンサーも引き続きFJネクストの一社提供であったが、土曜移動を機に終了した。